# Гібриди (роман)
Гібриди (англ. The Mixed Men) — науково-фантастичний роман канадського письменника Альфреда ван Вогта, вперше опублікований 1952 року.
Роман є фіксапом трьох оповідань про подорож корабля землян у Малу Магелланову Хмару:
- «Concealment» (вересень 1943);
- «Lost: Fifty Suns» (новий матеріал)
- «The Storm» (жовтень 1943);
- «The Mixed Men» (січень 1945);
- «Is it True?» (новий матеріал).

Дія відбувається в далекому майбутньому, коли Чумацьким Шляхом править доброзичлива, але централізована Імперія Землі з населенням 300 квінтильйонів. Без відома Імперії, Мала Магелланова Хмара є домом для П'ятдесяти Сонць, набагато меншої цивілізації, заснованої біженцями з Чумацького Шляху 15 000 років тому. П'ятдесят Сонць населені «роботами», у ван Фогта — це нащадки людей, які зазнали жорстоких переслідувань після того, як були випадково змінені за допомогою процесу телепортації матерії, який винайшов Джозеф М. Делл. Вони поділяються на три групи: «деліанських людей» (які мають надзвичайну силу, інтелект і силу волі, але не мають здатності до творчого мислення), «не деліанських людей» (їх не можна відрізнити від звичайних людей) і дуже невелика кількість гібридних «змішаних людей». Гібриди мають єдину особистість, але подвійну свідомість, одну деліанську і одну неделліанську і здатність добровільно перемикатися між ними.
У сюжеті присутня подорож зі швидкістю, вищою за світло, але простір перетинають «бурі», бурхлива взаємодія гравітації, газових хмар, антиматерії, крізь які корабель не може пройти на надсвітловій швидкості, не будучи знищеним. Ці шторми контролюються та наносяться на карти спеціалізованими навігаторами, яких називають «метеорологами». Оскільки надсвітлові кораблі мають дуже великі радіуси повороту, подорож незвіданими областями може здійснюватися лише відносно повільно (не більше двох світлових років на годину), щоб був запас безпеки для зміни курсу, якщо попереду буде виявлено шторм. У досліджених районах подорожі можуть бути набагато швидшими, зі швидкістю до тридцяти світлових років на годину.

## Зміст
Concealment
У Малу Магелланову Хмару Імперія відправила у 10-річну розвідувальну місію багатокілометровий лінкор «Зоряний Кластер» з 30-тисячним екіпажем, яким керує молода дворянка леді Глорія Сесілія Лор, який випадково натрапляє на «метеорологічну» станцію в безлюдній системі. Його оператор негайно передає сповіщення П'ятдесяти Сонцям і підриває себе, але Великий Капітан Лор наказує «відтворити» його, щоб дізнатися місцезнаходження його рідного світу та місцеві метеорологічні умови, що дозволить «Зоряному Кластеру» швидко переміщатися в Хмарі.
Воскреслий оператор — гібрид, він не хоче співпрацювати. Коли Великий Капітан Лор бере особисту участь у його допитах, він негайно намагається вбити її, але зазнає невдачі і його вбивають вдруге. Розчарований Великий Капітан Лор зазначає, що Імперії тепер доведеться методично обшукувати всю Хмару, щоб виявити одне з П'ятдесяти Сонць, на що, за відсутності надійних метеорологічних даних, знадобляться десятиліття.
Lost Fifty Suns
Дія починається на Ланті, світі П'ятдесяти Сонць. Капітану Пітеру Малтбі, гібриду та військовому «метеорологу», командування не довіряє, оскільки гібриди спробували здійснити заколот проти П'ятдесяти Сонць покоління тому й зазнали поразки; однак вони не знають, що Малтбі є спадковим лідером Гібридів.
У публічній трансляції Великий Капітан Лор оголошує, що вона знає про П'ятдесят Сонць, але не знає їхнього місцезнаходження. Вона заявляє, що через ризик війни «Земля не дозволить створити окрему суверенну державу будь-де у Всесвіті», і що люди Хмари повинні виявити себе та погодитися на анексію, вона обіцяє автономію, демократію та повагу до прав «роботів».
Молтбі дізнається, що його суперник серед Змішаних Людей Ганстон, розглядає можливість або видати П'ятдесят Сонць Землі в обмін на статус, або використати гіпнотичні сили їхнього народу, щоб захопити земний лінкор для використання проти П'ятдесяти Сонць. Потім Молтбі викликають на урядову конференцію П'ятдесяти Сонць, де його просять передати звернення до Змішаних людей, пропонуючи амністію та розширення громадянських прав в обмін на формування спільного фронту проти Імперії.
Тим часом Великий капітан Лор стурбована розбратом у екіпажі, оскільки більшість не хоче витрачати роки на пошуки прихованих незалежних світів. Зіткнувшись з терміновістю, вона передає ультиматум Хмарі: лінкор почне знищувати випадкові планети за допомогою «космічних бомб», доки один зі світів П'ятдесяти Сонць не викриє себе. Тридцять підкапітанів лінкора голосують за перевищення її повноважень і повернення у Чумацький Шлях, але вона змушує екіпаж голосувати, виграючи собі додатковий час.
Малтбі захоплює військовий корабель П'ятдесяти Сонць, загіпнотизувавши офіцерський склад, і відправляється на таємну планету Змішаних Людей, де йому вдається заарештувати Ганстона. Під час повернення його корабель випадково захоплює «Зоряний Кластер», але Молтбі вдається використати свої гіпнотичні здібності, щоб підірвати частину імперського екіпажу та втекти, скориставшись короткою нагодою допитати Лор.
Уряд П'ятдесяти Сонць вирішує задіяти весь свій флот у спробі знищити земний лінкор. Лор, яка щойно програла плебісцит і неохоче змінила курс додому, з радістю вступає у битву, зі значно переважаючим супротивником, «Зоряний Кластер» легко виграє, захопивши весь флот противника без жодного пострілу. Усі «метеорологи» П'ятдесяти Сонць (включно з Малтбі) добровільно вчиняють самогубство, але Великий Капітан наказує воскресити їх усіх і швидко дізнається місце розташування П'ятдесяти Сонць.
The Storm
«Зоряний Кластер» приземлився на Кайдері III, світі П'ятдесяти Сонць. Пітеру Малтбі, наказано провести «Зоряний Кластер» до головного світу П'ятдесяти Сонць, хоча насправді його секретна місія полягає в тому, щоб знищити його, спрямувавши на повній швидкості в один із штормів матерії/антиматерії. Великий капітан Лор виявляє особистий інтерес до Малтбі; за допомогою корабельного психолога, лейтенанта Неслора, вона аналізує його свідомість, виявляє, що він бреше, і трохи запізно видає наказ про екстрене уповільнення. «Зоряний Кластер» врізається в шторм і розбивається на тисячі окремих модулів, причому один із капітаном і Малтбі приземляється на нецивілізованій планеті, де вони застрягли на деякий час, доки відновлений «Зоряний Кластер» не повернеться, щоб забрати їх.
До моменту аварії Молтбі був загіпнотизований покохати Лор, щоб змусити його заговорити, і під час їхнього перебування разом на планеті вона теж закохується в нього та вирішує вийти за нього заміж.
The Mixed Men
«Зоряний Кластер» на шляху до Касидора VII, столиці П'ятдесяти Сонць, де леді Лор прийме капітуляцію уряду Хмари. Ганстон таємно зв'язався з Малтбі, і повідомив, що гібриди — крихітна, дискримінована меншість серед делійського та неделійського населення, вирішили здійснити державний переворот, оскільки вони бажають підвищити свій статус у П'ятдесяти Сонцях до того, як Імперія офіційно анексує Малу Магелланову Хмару, заморожуючи всі існуючі соціальні домовленості на момент анексії.
Леді Лор перехоплює дзвінок і, довіряючи судженням Малтбі, дозволяє йому висадитися у світі Атміона IV, її звинувачують, що на це рішення вплинуло кохання до нього. Молтбі дізнається, що переворот гібридів проти П'ятдесяти Сонць вдався, що вони вирішили провести політику збройного опору проти Землі, а також їм вдалося шляхом хитрощів захопити «Зоряний Кластер».
Малтбі вирішує врятувати свою дружину, але коли він їде до Касидора та стикається з Ганстоном, він дізнається, що його обманули: гібриди не захопили «Кластер», але вони викрали інший новітній лінкор з імперської верфі, який вони планують використати для знищення «Кластера» перед тим, як розпочати самогубне повстання проти Імперії Землі. Молтбі перемагає Ганстона та бере під свій контроль вкрадений лінкор, завершуючи кризу.
Is it True?
Всі три групи П'ятдесяти Сонць погоджуються з пропозицією свободи та рівності, зробленою Землею. Під час подальшого судового розгляду леді Лор благає Молтбі не знімати блокування, які змушують її не любити його. Молтбі відповідає, що він лише прагне скасувати штучно нав'язаний психічний стан, після чого вона буде вільна вибирати, залишатися з ним чи ні. Після того, як суд приймає рішення на його користь, він приватно вказує леді Лор, що вона може будь-коли анулювати їхній шлюб через безпліддя, оскільки гібриди не можуть (без медичного втручання) мати потомство; він припускає, що той факт, що вона цього не зробила, може означати, що вона підсвідомо все ще хоче розділити з ним своє життя. Він просить суд скасувати рішення та натомість надати йому 48 годин наодинці з Лор у неосвоєному світі, у якому вона закохалася в нього.